# جون ديفيز (سياسي بريطاني)
جون ديفيز (بالإنجليزية: John Davies)‏ هو رائد أعمال وسياسي بريطاني، ولد في 8 يناير 1916 في لندن في المملكة المتحدة، وتوفي بنفس المكان في 4 يوليو 1979. حزبياً، نشط في حزب المحافظين.

## مناصب
- في الانتخابات العامة في المملكة المتحدة 1970، انتخب عضو البرلمان الخامس والأربعون للمملكة المتحدة عن دائرة Knutsford (UK Parliament constituency) [الإنجليزية]‏ (18 يونيو 1970 – 8 فبراير 1974).
- في الانتخابات العامة في المملكة المتحدة فبراير 1974 [الإنجليزية]‏، انتخب عضو البرلمان السادس والأربعون للمملكة المتحدة عن دائرة Knutsford (UK Parliament constituency) [الإنجليزية]‏ خلال فترته النيابية ‏ (28 فبراير 1974 – 20 سبتمبر 1974).
- في الانتخابات العامة في المملكة المتحدة أكتوبر 1974 [الإنجليزية]‏، انتخب عضو البرلمان السابع والأربعون للمملكة المتحدة عن دائرة Knutsford (UK Parliament constituency) [الإنجليزية]‏ خلال فترته النيابية ‏ (10 أكتوبر 1974 – 6 نوفمبر 1978).
- انتخب عضو مجلس الشورى البريطاني.
- انتخب مستشار دوقية لانكستر [الإنجليزية]‏.

## روابط خارجية
- جون ديفيز على موقع مونزينجر (الألمانية)